# Relaxed & Remixed
Relaxed and Remixed es un álbum recopilatorio de remezclas del dúo británico Lighthouse Family, publicado el 24 de noviembre de 2004 por el sello discográfico Wildcard/Polydor.
El álbum contiene remezclas y versiones acústicas de los anteriores sencillos publicados, así como un tema adicional, From a Desert to a Beach.
Este álbum es el último publicado de Lighthouse Family.

## Canciones
| 1.  | "Lost in Space" (Itaal Shur's full mix)                                      | "Lost in Space"                                      | 5:05  |    |                            |             |      |
| 2.  | "High" (acoustic version) (live)                                             | "Lost in Space"                                      | 4:06  |    |                            |             |      |
| 3.  | "Goodbye Heartbreak" (Linslee main mix)                                      | "Goodbye Heartbreak"                                 | 5:19  |    |                            |             |      |
| 4.  | "Postcard From Heaven" (7" mix)                                              | "Postcard from Heaven"                               | 4:20  |    |                            |             |      |
| 5.  | "(I Wish I Knew How It Would Feel to Be) Free / One" (Phats 'N' Small vocal) | "(I Wish I Knew How It Would Feel to Be) Free / One" | 7:34  |    |                            |             |      |
| 6.  | "Question of Faith" (Tee's freeze mix)                                       | "Question of Faith" 12"                              | 6:21  |    |                            |             |      |
| 7.  | "High" (Vocal 12")                                                           | "High"                                               | 11:36 | 8. | "From a Desert to a Beach" | "Raincloud" | 4:24 |
| 9.  | "Ocean Drive" (versión acústica)                                             | "Goodbye Heartbreak"                                 | 3:09  |    |                            |             |      |
| 10. | "Lifted" (versión acústica)                                                  | "Ocean Drive", reedición                             | 3:12  |    |                            |             |      |
| 11. | "Run" (D'Influence vocal mix)                                                | "Run"                                                | 4:52  |    |                            |             |      |
| 12. | "Raincloud" (Basement Boys paradox vocal)                                    | "Raincloud"                                          | 8:11  |    |                            |             |      |
| 13. | "Ocean Drive" (Mindspell's Miami Beach Experience - radio mix)               | "Goodbye Heartbreak"                                 | 4:12  |    |                            |             |      |

- Datos: Q7310870